# Maria Kristin Yulianti
Maria Kristin Yulianti (née le 2 juin 1985 à Tuban, province de Java oriental) est une joueuse de badminton indonésienne.

## Palmarès
| Compétition                             | Année | Résultat           |
| --------------------------------------- | ----- | ------------------ |
| Malaysia Satellite                      | 2004  | Gagnante           |
| Surabaya Satellite                      | 2005  | Gagnante           |
| Jakarta Satellite                       | 2005  | Gagnante           |
| Asian Satellite Badminton Tournament    | 2005  | Gagnante           |
| Luxembourg Open                         | 2006  | Seconde            |
| Bitburger Open                          | 2006  | Seconde            |
| Singapore Satellite                     | 2006  | Gagnante           |
| SEA Games - Équipe féminine             | 2007  | Médaille d'or      |
| SEA Games - Simple féminin              | 2007  | Médaille d'or      |
| Uber Cup avec l'Indonésie               | 2008  | Seconde            |
| Indonesia Open Super Series             | 2008  | Seconde            |
| Jeux olympiques d'été de Pékin - Simple | 2008  | Médaille de bronze |